# Le Fils d'Angel
Le Fils d'Angel est le 9e épisode de la saison 3 de la série télévisée Angel.

## Synopsis
Alors que Darla est sur le point d'accoucher, Holtz a réussi à capturer Angel dans l'hôtel Hyperion et le torture. Dans un flashback se déroulant en 1764, Holtz est contraint de tuer sa fille, transformée en vampire par Darla. Angel finit par réussir à s'échapper et rejoint les autres membres d'Angel Investigations qui viennent de se débarrasser de démons aux ordres de Holtz. L'hôtel étant vide, Lilah Morgan fait main basse sur plusieurs documents précieux, dont la prophétie. Holtz s'explique avec Sahjhan au sujet de l'âme d'Angel qui lui a été rendue, détail qu'il avait « omis » de mentionner.
L'accouchement étant imminent, Angel et toute la bande se rendent au Caritas, le club de Lorne qui est un sanctuaire, aucune violence ne pouvant donc y être commise. Pendant que les contractions se font de plus en plus sentir, Holtz arrive à faire fuir toute la bande et à détruire le Caritas par un ingénieux procédé. Darla, incapable d'accoucher par des moyens naturels et comprenant qu'elle va redevenir maléfique sitôt l'âme de son enfant en dehors de son corps, décide de se suicider pour que son fils puisse venir au monde et s'enfonce un pieu dans le cœur. Angel devient père dans une ruelle, sous la pluie, et Holtz ne peut pas se résoudre à le tuer en le voyant si vulnérable, tenant son enfant dans ses bras, mais jure qu'il n'aura aucune pitié la prochaine fois.

## Statut particulier
Cet épisode très important d'un point de vue narratif voit la naissance de Connor et la mort de Darla. Noel Murray, du site The A.V. Club, estime que l'épisode « fonctionne très bien » en jouant sur les contradictions des personnages et que le personnage de Darla, qui l'avait toujours indifféré jusqu'ici, l'a enfin touché, notamment à travers « trois scènes remarquables », celle où elle souffre de contractions sur le siège arrière pendant que l'équipe d'Angel lui donne des conseils, celle où est seule avec Angel sur le toit d'un immeuble et celle de l'accouchement. Pour Ryan Bovay, du site Critically Touched, qui lui donne la note maximale de A+, c'est « le meilleur épisode de la saison ». Il est « sincèrement émouvant » tout en ayant pour lui « la complexité de la thématique et des personnages ainsi qu'une profonde étude morale ».

## Distribution

### Acteurs crédités au générique
- David Boreanaz : Angel
- Charisma Carpenter : Cordelia Chase
- Alexis Denisof : Wesley Wyndam-Pryce
- J. August Richards : Charles Gunn
- Amy Acker : Winifred « Fred » Burkle

### Acteurs crédités en début d'épisode
- Julie Benz : Darla
- John Rubinstein : Linwood Murrow
- Andy Hallett : Lorne
- Stephanie Romanov : Lilah Morgan
- Daniel Dae Kim : Gavin Park
- Jack Conley : Sahjhan
- Jim Ortlieb : le traducteur
- Keith Szarabajka : Daniel Holtz

### Acteurs crédités en fin d'épisode
- Bronwen Davies : Caroline Holtz
- Kasha Kropinski : Sarah Holtz
- Robert Peters : Arney